# Creoleon luteipennis
Creoleon luteipennis là một loài côn trùng trong họ Myrmeleontidae thuộc bộ Neuroptera. Loài này được Burmeister miêu tả năm 1839.